# Bonrepos-sur-Aussonnelle
Bonrepos-sur-Aussonnelle là một xã thuộc tỉnh Haute-Garonne trong vùng Occitanie ở tây nam nước Pháp. Xã nằm ở khu vực có độ cao từ 206-312 mét trên mực nước biển.